# Argyreia hancorniifolia
Argyreia hancorniifolia är en vindeväxtart som beskrevs av Gardn. och Thw. Argyreia hancorniifolia ingår i släktet Argyreia och familjen vindeväxter. Inga underarter finns listade i Catalogue of Life.